# Винарє (Марибор)
Винарє (словен. Vinarje) — поселення в общині Марибор, Подравський регіон‎, Словенія.